# HD 154713
HD 154713，又名BD+44 2652，SAO 46478、HR 6362，是一颗恒星，视星等为6.43，位于銀經68.93，銀緯37.09，其B1900.0坐标为赤經17h 2m 2.1s，赤緯+43° 37.09′ 53″。